# Immenrode (Werther)
Immenrode is een  dorp in de Duitse gemeente Werther in het Landkreis Nordhausen in Thüringen. Het dorp wordt voor het eerst genoemd in een oorkonde uit 1129. Tot 1997 was Immenrode een zelfstandige gemeente binnen de Verwaltungsgemeinschaft Helmetal. 